# Akebi's Sailor Uniform
Akebi's Sailor Uniform (明日ちゃんのセーラー服, Akebi-chan no Sērāfuku) est une série de manga par Hiro. Elle est prépubliée sur le site Tonari no Young Jump de Shueisha août 2016 et quinze volumes tankōbon sont parus au 19 mai 2025. Une adaptation en série d'animation produite par CloverWorks est diffusée entre le 8 janvier et le 27 mars 2022.

## Synopsis
Depuis qu'elle est toute petite, Komichi adore les sailor fuku, uniformes scolaires au style inspiré de la marine britannique typiques du Japon. Elle demande même à sa mère de lui en confectionner un pour son entrée au collège. Lorsqu'elle est acceptée à l'école Rôbai pour filles, autrefois fréquentée par sa mère, elle est ravie de pouvoir porter son uniforme fait maison. Une fois arrivée dans sa nouvelle école, elle est surprise de découvrir que les uniformes imposés par Rôbai ne sont plus les marinières mais des blazers. Malgré les circonstances, la directrice de l'école fait une exception et lui permet de porter l'uniforme traditionnel. Commencent ainsi les années d'adolescence de Komichi, qui rencontre de nouvelles amies et s'épanouit dans sa vie collégienne.

## Personnages

### Classe 1-3 de l'école Rôbai
Komichi Akebi (明日 小路, Akebi Komichi)
Voix japonaise : Manatsu Murakami
Une élève de première année de collège à l'école Rôbai pour filles, la même école que sa mère fréquentait quand elle avait son âge. Depuis son plus jeune âge, elle a une fascination pour les marinières, depuis qu'elle a vu une publicité où l'idol Fukumoto Miki en porte une. Elle finit par demander à sa mère de lui en confectionner un pour son entrée au collège. Une fois arrivée à la cérémonie d'entrée de l'école, elle s'aperçoit que son uniforme de marine ne correspond plus à celui de l'école et que toutes les autres élèves portent des blazers. Heureusement pour elle, Komichi est autorisée par la directrice à porter sa marinière, faisant d'elle la seule élève de l'école et de sa classe à porter cet uniforme. En fréquentant sa nouvelle école, elle espère se faire des centaines d'amis.
Tôko Usagihara (兎原 透子, Usagihara Tōko)
Voix japonaise : Akari Kitō
Erika Kizaki (木崎 江利花, Kizaki Erika)
Voix japonaise : Sora Amamiya
Une étudiante transférée de Tokyo et la première personne que Komichi rencontre lors de son premier jour d'école. Elle est issue d'une famille riche et vit dans un manoir. Lorsqu'elle se sent nerveuse ou anxieuse, elle se coupe les ongles, disant que le son du coupe-ongles l'apaise. Elle a de nombreux passe-temps, comme jouer du violon, du piano et faire de l'équitation.
Tomono Kojô (古城 智乃, Kojō Tomono)
Voix japonaise : Shion Wakayama
Hotaru Hiraiwa (平岩 蛍, Hiraiwa Hotaru)
Voix japonaise : Momo Asakura
Une fille à la voix douce dans la classe de Komichi. Elle est l'une des élèves les plus petites de sa classe.

### Famille Akebi
Yuwa Akebi (明日 ユワ, Akebi Yuwa)
Voix japonaise : Kana Hanazawa
La mère de Komichi et Kao et la femme de Sato. Elle est diplômée et ancienne élève de l'école Rôbai pour filles. Yuwa apparaît sur une vieille photo avec deux de ses amies portant la marinière de l'école Rôbai, ce qui donne envie à Komichi d'intégrer cette école et de demander à sa mère de lui créer sa propre marinière.
Kao Akebi (明日 花緒, Akebi Kao)
Voix japonaise : Misaki Kuno
L'adorable sœur cadette de Komichi et une élève de troisième année d'école primaire.
Sato Akebi (明日 サト, Akebi Sato)
Voix japonaise : Satoshi Mikami
Le père de Komichi et Kao et le mari de Yuwa. Il est souvent en voyage d'affaires, mais il prend le temps de voir sa famille dès qu'il a du temps libre.

## Productions et supports

### Manga
Akebi's Sailor Uniform est écrit et illustré par Hiro. La série est prépubliée sur le site Tonari no Young Jump de Shūeisha à partir du 2 août 2016. Le premier volume parait le 19 avril 2017. Au 19 mai 2025, quinze volumes ont été publiés.
| no | Japonais         | Japonais          |
| no | Date de sortie   | ISBN              |
| -- | ---------------- | ----------------- |
| 1  | 19 avril 2017    | 978-4-08-890671-3 |
| 2  | 19 octobre 2017  | 978-4-08-890765-9 |
| 3  | 18 mai 2018      | 978-4-08-891016-1 |
| 4  | 19 novembre 2018 | 978-4-08-891115-1 |
| 5  | 17 mai 2019      | 978-4-08-891223-3 |
| 6  | 19 novembre 2019 | 978-4-08-891384-1 |
| 7  | 19 août 2020     | 978-4-08-891549-4 |
| 8  | 19 avril 2021    | 978-4-08-891777-1 |
| 9  | 19 octobre 2021  | 978-4-08-892102-0 |
| 10 | 17 juin 2022     | 978-4-08-892275-1 |
| 11 | 17 mars 2023     | 978-4-08-892538-7 |
| 12 | 19 octobre 2023  | 978-4-08-892826-5 |
| 13 | 18 avril 2024    | 978-4-08-893222-4 |
| 14 | 18 octobre 2024  | 978-4-08-893431-0 |
| 15 | 19 mai 2025      | 978-4-08-893641-3 |

### Anime
Une adaptation en série télévisée d'animation par CloverWorks est annoncée le 26 mars 2021. Miyuki Kuroki dirige la série, tandis que Rino Yamazaki écrit et supervise les scripts de la série. Les conceptions des personnages sont fournies par Megumi Kouno. Kana Utatane compose la musique de la série. Elle est diffusée entre le 8 janvier et le 27 mars 2022 sur Tokyo MX et différentes chaîne,. Les seize acteurs principaux, sous le nom Rōbai gakuen chūtōbu 1-nen 3-kumi (蠟梅学園中等部1年3組), interprètent la chanson thème d'ouverture Hajimari no setsuna (はじまりのセツナ), tandis que Manatsu Murakami interprète la chanson thème de fin Baton,. Une reprise de la chanson de Spitz Cherry (チェリー), chantée par Mitsuho Kambe (la voix d'Oshizu Hebimori ) est donnée dans l'épisode 7. La série est initialement diffusée en dehors de l'Asie sur Funimation et Wakanim, avant la migration des catalogues vers Crunchyroll,.
| No | Titre français                                 | Titre japonais             | Titre japonais                 | Date de 1re diffusion |
| No | Titre français                                 | Kanji                      | Rōmaji                         | Date de 1re diffusion |
| -- | ---------------------------------------------- | -------------------------- | ------------------------------ | --------------------- |
| 1  | La marinière de mes rêves                      | あこがれのセーラー服       | Akogare no sērāfuku            | 9 janvier 2022        |
| 2  | À demain                                       | また明日                   | Mata ashita                    | 16 janvier 2022       |
| 3  | As-tu déjà choisi un club ?                    | 部活はもう決めた？         | Bukatsu wa mō kimeta           | 23 janvier 2022       |
| 4  | Quelle image a-t-on de moi ?                   | 私のイメージ？             | Watashi no imēji?              | 30 janvier 2022       |
| 5  | Je veux savoir un tas de choses sur les autres | いっぱい知りたいなって     | Ippai shiritai natte           | 6 février 2022        |
| 6  | Nous n'avons pas école, demain                 | 明日、お休みじゃないですか | Ashita, oyasumi ja nai desu ka | 13 février 2022       |
| 7  | Joue un morceau pour moi                       | 聴かせてください           | Kikasete kudasai               | 20 février 2022       |
| 8  | Je veux gagner, la prochaine fois              | 次は勝ちたい               | Tsugi wa kachitai              | 27 février 2022       |
| 9  | À la une, à la deux…                           | せ～のっ！                 | Se～no!                        | 6 mars 2022           |
| 10 | Allez, allez !                                 | ファイト！ファイト！       | Faito! Faito!                  | 13 mars 2022          |
| 11 | On profite de ce moment… toutes ensemble       | 同じ時間…みんなと…         | Onaji jikan... minna to...     | 20 mars 2022          |
| 12 | Grâce aux autres                               | ひとりじゃないんだ         | Hitori ja nain da              | 27 mars 2022          |